# Gabyna
Gabyna é um gênero de traça pertencente à família Arctiidae.